# 2013 YD48
2013 YD48 — астероид, является частью группы Аполлонов, который пройдёт около Земли 12 января в 02:48 по МСК на расстоянии 5,6 млн километров со скоростью 15 км/с.

## Описание
Эксцентриситет орбиты составляет 0,596, абсолютная звёздная величина — 22,6.
Астероид открыт 29 декабря 2013 года. Его размер в диапазоне 80—179 метров, потенциально опасным не является. Полный оборот вокруг Солнца объект совершает за 974 земных дня (2,66 года), максимальное удаление — 459 млн км, минимальное — 116 млн км.
Второй астероид 7482 YD48 (1994 PC1) вдвое больше, пролетит 18 января на расстоянии около 2 млн километров от Земли. По классификации НАСА такие пролёты являются «близким подходом».
Как и все астероиды, эти астероиды образованы из изначальной солнечной туманности в виде планетезимали, объекта в молодой земной туманности, недостаточно большого, чтобы превратиться в планету.
Следующий пролёт астероида близ Земли состоится 14 января 2030 года на расстоянии 7,11 млн км.